# Ян Чэн
Ян Чэн (кит. упр. 杨程, пиньинь Yáng Chéng; 11 октября, 1985, Тяньцзинь) — китайский футболист, вратарь клуба китайской Суперлиги «Шаньдун Лунэн».

## Карьера

### Клубная карьера
Начинал карьеру в молодёжном составе клуба «Тяньцзинь Локомотив». В 2000 году перешёл в молодёжную команду «Шаньдун Лунэн», с которой выступал в первенстве различных возрастов. В 2002 году переведен в основную команду «Шаньдуна», однако был запасным вратарем и дебютировал только 2 апреля 2005 года в игре против команды «Интер Шанхай», в котором его клуб одержал победу со счётом 2-1 . Несмотря на то, что Ян Чэн считался многообещающим молодым игроком, игровой практики долгое время было мало. Однако, с приходом на пост главного тренера Любиши Тумбаковича он сделал ставку на молодёжь, удивив своим выбором многих, а Ян Чэн стал основным вратарем. Игрок провел полноценный сезон, а «Шаньдун» финишировал третьим. В 2006 году в команду был приглашен более опытный Ли Лэйлэй, и с его приходом Ян Чэн вновь стал вторым номером. В 2010 году, когда Ли получил травму в матче Лиги чемпионов Азии, Ян вновь стал основным вратарем, однако не отличался стабильностью.

### Международная карьера
Под руководством немецкого тренера Эрхарда Краутцуна Ян Чэн стал первым голкипером молодёжной сборной Китая до 20 лет. В составе сборной принимал участие в молодёжном первенстве мира 2005 года в Нидерландах. Несмотря на то, что игрок помог сборной выйти из группы, в 1/8 финала Китай встречался со сборной Германии и проиграл со счётом 3-2. Ян Чэн очень тяжело пережил поражение, так как не смог отразить пенальти, который и помог немцам пройти в следующую стадию турнира.

## Достижения
«Шаньдун Лунэн» :
- Чемпион Китая : 2006, 2008, 2010
- Обладатель Кубка Китая : 2004, 2006
- Обладатель Суперкубка Китая : 2004